# Kotmanová
Kotmanová (hongrois : Kotmány) est un village de Slovaquie situé dans la région de Banská Bystrica.

## Histoire
La première mention écrite du village date de 1393.

## Démographie

### Évolution de la population
| Année:               | 1994. | 2004.   | 2014.   | 2024.    |
| -------------------- | ----- | ------- | ------- | -------- |
| Nombre de personnes: | 367   | 357     | 323     | 259      |
| Différence:          |       | -2,72 % | -9,52 % | -19,81 % |

| Année:               | 2023. | 2024.   |
| -------------------- | ----- | ------- |
| Nombre de personnes: | 263   | 259     |
| Différence:          |       | -1,52 % |